# Mr. Probz
Mr. Probz, właściwie Dennis Princewell Stehr (ur. 15 maja 1984 w Zoetermeer) – holenderski raper, wokalista, producent muzyczny i autor tekstów pochodzenia holendersko-ghańskiego. Stał się popularny w 2014 roku, kiedy remiks jego utworu "Waves" stał się numerem jeden w Austrii, Niemczech i Szwecji.

## Wczesne życie i kariera
Dennis Princewell Stehr urodził się w holendersko-antylskiej rodzinie w Zoetermeer. Od najmłodszych lat interesował się graffiti. Pisał rymowane teksty o swoim życiu. W 2006 roku zagrał rolę Jimmy'ego w musicalu "Bolletjes Blues". 6 sierpnia 2010 roku Mr. Probz został postrzelony w Amsterdamie, przez co został ciężko ranny. Zaledwie sześć miesięcy później nagrał utwór "Meisje Luister" wspólnie z Kleine Viezerik. W 2013 wydał album The Treatment. Następnie ukazał się singel "Waves", który został zremiksowany w 2014 roku przez niemieckiego DJ-a Robina Schulza. Utwór wspiął się na szczyty listy przebojów w Austrii, Niemczech, Szwecji, Szwajcarii i Norwegii.
W swojej karierze współpracował z takimi wykonawcami jak 50 Cent, Lloyd Banks, The Alchemist, Joe Budden, Joell Ortiz, Fabolous czy  Raekwon.

## Dyskografia

### Albumy
| Tytuł         | Szczegóły albumu                                                                  | Notowania na listach |
| Tytuł         | Szczegóły albumu                                                                  | NL                   |
| ------------- | --------------------------------------------------------------------------------- | -------------------- |
| The Treatment | - Wydany: 16 września 2013 - Wytwórnia: Traumashop - Format: Digital download, CD | 12                   |

### Single

#### Własne single
| 2007                                                | "Tomorrow" (feat. Sonny Diablo)              | —  | — | — | —  | —  | —  | —  | —  | —  | — | — | — | Singel bez albumu   |
| 2007                                                | "I Can't Sleep Sometimes"                    | —  | — | — | —  | —  | —  | —  | —  | —  | — | — | — | Singel bez albumu   |
| 2008                                                | "Lazy" (feat. Bishop Brigante)               | —  | — | — | —  | —  | —  | —  | —  | —  | — | — | — | Singel bez albumu   |
| 2008                                                | "Wise Old Man" (feat. Sonny Diablo)          | —  | — | — | —  | —  | —  | —  | —  | —  | — | — | — | Singel bez albumu   |
| 2009                                                | "My Old Self"                                | —  | — | — | —  | —  | —  | —  | —  | —  | — | — | — | Singel bez albumu   |
| 2009                                                | "All Falls Down" (feat. Grafh & Sha Stimuli) | —  | — | — | —  | —  | —  | —  | —  | —  | — | — | — | The Wrap Up         |
| 2010                                                | "I Remain" (feat. Lil' Eto & DoGG )          | —  | — | — | —  | —  | —  | —  | —  | —  | — | — | — | Puna - Rode Terreur |
| 2010                                                | "Get My Props"                               | —  | — | — | —  | —  | —  | —  | —  | —  | — | — | — | Singel bez albumu   |
| 2010                                                | "Drivin'"                                    | —  | — | — | —  | —  | —  | —  | —  | —  | — | — | — | The Treatment       |
| 2010                                                | "Who Are You?"                               | —  | — | — | —  | —  | —  | —  | —  | —  | — | — | — | Singel bez albumu   |
| 2011                                                | "Hate You"                                   | —  | — | — | —  | —  | —  | —  | —  | —  | — | — | — | Singel bez albumu   |
| 2013                                                | "Waves"                                      | 5  | — | 2 | 8  | —  | 22 | —  | —  | —  | — | — | — | Singel bez albumu   |
| 2014                                                | "Waves" (Robin Schulz Radio Edit)            | —  | 1 | — | —  | 3  | 3  | 1  | 1  | 1  | 1 | 3 | 1 | Prayer              |
| 2014                                                | "Nothing Really Matters"                     | 1  | — | 3 | 46 | 37 | —  | 82 | 28 | 15 | — | — | — | Singel bez albumu   |
| 2016                                                | "Fine Ass Mess"                              | 54 | — | — | —  | —  | —  | —  | —  | —  | — | — | — | Singel bez albumu   |
| 2017                                                | "Till You're Loved"                          | 88 | — | — | —  | —  | —  | —  | —  | —  | — | — | — | Singel bez albumu   |
| 2017                                                | "Tears Gone Bad"                             | —  | — | — | —  | —  | —  | —  | —  | —  | — | — | — | Singel bez albumu   |
| 2018                                                | "Space For Two"                              | —  | — | — | —  | —  | —  | —  | —  | —  | — | — | — | Singel bez albumu   |
| "—" utwór nie był notowany na listach w danym kraju |                                              |    |   |   |    |    |    |    |    |    |   |   |   |                     |

#### Wspólnie z innymi artystami
| 2006                                                | "Welkom in ons leven" (Bolletjes Blues Cast feat. Negativ, Raymzter, Derenzo, Mr. Probz and Kimo) | 46 | —  | Singel bez albumu |
| 2010                                                | "Meisje luister" (Kleine Viezerik feat. Mr. Probz)                                                | 93 | —  | Singel bez albumu |
| 2013                                                | "Sukkel voor de liefde" (The Opposites feat. Mr. Probz)                                           | 10 | 43 | Slapeloze nachten |
| "—" utwór nie był notowany na listach w danym kraju |                                                                                                   |    |    |                   |

### Z gościnnym udziałem
| Utwór                                                              | Producent               | Album                                      |
| ------------------------------------------------------------------ | ----------------------- | ------------------------------------------ |
| "Take It" (Big Lou feat Mr. Probz, Killah Priest & Nino Bless)     | Big Pops                |                                            |
| "Welcome to My City" (Grafh feat Mr. Probz)                        | Jimi Hendricks          | Grafh - From the Bottom                    |
| "So Easy" (Grafh feat Mr. Probz & Cassidy)                         | Veterano                | Grafh - From The Bottom                    |
| "Cold Blackhand" (Grafh feat Mr. Probz & Raekwon)                  | Neenyo                  | Grafh - From The Bottom                    |
| "Hide The Stash" (Hood Fella feat Mr. Probz, Freeway & Gage Money) | Nottz                   | Hood Fella - Astonishing Depression        |
| "Long Way to Go" (Joe Budden feat Mr. Probz)                       | Soulsearchin'           | Mood Muzik 3 / Mood Muzik 3.5 (The album)  |
| "Never Sleep" (Joell Ortiz feat Mr. Probz)                         | Soulsearchin'           |                                            |
| "The Blame" (Lil' Eto feat Mr. Probz & OO Wop)                     | Beat Butcha             | Lil' Eto - Firearm E                       |
| "The Bad Guy" (Lil' Eto feat Mr. Probz, The Elemnt)                | Beat Butcha             | Lil' Eto - Firearm E                       |
| "One Day" (Krayzie Bone feat Mr. Probz)                            | Northern Profit         |                                            |
| "Change" (Promise feat Mr. Probz, Kam Moye & Royce Da 5'9)         | Dan "DFS" Johnson       | Promise - More Than Music                  |
| "Girl" (Promise feat Mr. Probz, Jon Hope & Famous)                 | Soulsearchin'           | Promise - More Than Music                  |
| "What's Next" (Sonny Diablo feat Mr. Probz)                        | Soulsearchin'           |                                            |
| "Wake Up" (Thuglordz (Yukmouth & C-Bo) feat Mr. Probz & The Jacka) | Northern Profit         | Thug Lordz - Thug Money                    |
| "Next Block" (The Most Official)                                   | DJ 360                  | The Most Official - The Most Official      |
| "Time for Greatness" (Ziggi Recado feat Mr. Probz)                 | Soulsearchin'           | Ziggi Recado - Ziggi Recado                |
| "Arithmetique" (Deen Burbigo feat Mr. Probz)                       |                         | Deen Burbigo - Inception                   |
| "No Surrender" (Lloyd Banks feat Mr. Probz)                        | Tha Jerm                | Lloyd Banks - F.N.O. (Failure's No Option) |
| "Twisted" (50 Cent feat Mr. Probz)                                 | JustHustle, Kyle Justic | 50 Cent - Animal Ambition                  |
| "Birds Fly" (Hardwell feat Mr. Probz)                              | Hardwell                | Hardwell - United We Are                   |
| "Another You" (Armin van Buuren feat Mr. Probz)                    | Armin van Buuren        | Armin van Buuren - Embrace                 |

## Niderlandzkojęzyczna dyskografia
| Utwór                                                                               | Producent     | Album                                        |
| ----------------------------------------------------------------------------------- | ------------- | -------------------------------------------- |
| "Kijk door m'n ogen" (Appa feat Mr. Probz)                                          | Soulsearchin' | Appa - Straatfilosoof                        |
| "Oog op het doel" (Jiggy Dje feat Mr. Probz)                                        | SirOJ         | MC - Goal Soundtrack                         |
| "Stratiblues" (Akoestisch) (Kempi feat Mr. Probz)                                   |               |                                              |
| "Meisje luister" (Kleine Viezerik feat Mr. Probz)                                   | Sliscobars    | Kleine Viezerik - NZieDeBoy                  |
| "Hier ben ik dan" (RB Djan feat Mr. Probz)                                          | Soulsearchin' | RB Djan - De Onderbaas                       |
| "Vrouwtje is een bitch remix" (Salah Edin feat Mr. Probz, Bishop Lamont & Focus...) | Focus...      |                                              |
| "Oog om oog" (Salah Edin feat Mr. Probz)                                            | Focus...      | Salah Edin - Nederlands Grootste Nachtmerrie |
| "Verboden liefde" (U-Niq feat Mr. Probz)                                            | Statik Music  | U-Niq - Scheepsrecht                         |
| "Het spel (remix)" (U-Niq feat Mr. Probz, Eddy Ra & Winne)                          |               | Soulsearchin'                                |
| "Begrijp me niet verkeerd" (Winne feat Mr. Probz)                                   | Soulsearchin' | Winne - Winne zonder strijd                  |
| "Het is niet anders" (Winne feat Mr. Probz)                                         |               | Winne - Haat is de nieuwe liefde             |
| "Sukkel Voor de Liefde" (The Opposites feat Mr. Probz)                              | Soulsearchin' | The Opposites - Slapeloze nachten            |

## Nagrody i nominacje
| Rok  | Nagroda           | kategoria           | Utwór                                |            |
| ---- | ----------------- | ------------------- | ------------------------------------ | ---------- |
| 2008 | State Awards 2008 | Najlepszy teledysk  | "Begrijp me niet Verkeerd" w/ Winne  | Zwycięstwo |
| 2010 | State Awards 2010 | Najlepszy Wykonawca |                                      | Nominacja  |
| 2011 | State Awards 2011 | Najlepszy singel    | Meisje Luister (ft. Kleine Viezerik) | Nominacja  |
| 2011 | State Awards 2011 | Najlepszy teledysk  | "Hate You"                           | Nominacja  |

## Filmografia
| 2006    | Bolletjes Blues | Jimmy |
| źródło: |                 |       |